# Nonnus nigriceps
Nonnus nigriceps là một loài tò vò trong họ Ichneumonidae.